# Peterborough Pirates
I Peterborough Pirates erano una squadra britannica di hockey su ghiaccio, fondata a Peterborough nel 1982; nacque come formazione semi-professionistica del allora nuovo  Peterborough Ice Hockey Club.
Militarono nella British National League e il loro logo ricalcava quello dei Philadelphia Flyers della National Hockey League.
Un famoso giocatore dei Pirates è stato l'ex-NHL Garry Unger. Nella stagione 1986/87 sgiocò 30 partite con 95 goal e 143 assist. Nel 1987/88 invece 32 incontri con 37 goal e 44 assist.
Altri giocatori importanti che abbiano militato nei Pirates sono stati l'ex difensore dei Washington Capitals Jim McTaggart, Michael Dark, Jere Gillis, Randy Smith e Cam Plante.
Allenatori celebri sono stati l'ex-NHL Rocky Saganiuk, che li condusse alla finale di campionato nel 1991, quando alla Wembley Arena persero contro i Durham Wasps dopo aver sconfitto i Cardiff Devils in semifinale. Nella loro stagione conclusiva (2001-02) la squadra era guidata da Glenn Mulvenna, che da giocatore aveva militato nei Pittsburgh Penguins e nei Philadelphia Flyers.
I Pirates fallirono nell'aprile 2002, quando i proprietari fondarono una nuova squadra, i Peterborough Phantoms, che giocano nella English Premier Ice Hockey League.